# Batu Hamparan
Batu Hamparan is een bestuurslaag in het regentschap Aceh Tenggara van de provincie Atjeh, Indonesië. Batu Hamparan telt 289 inwoners (volkstelling 2010).